# Adam Werka
Adam Werka (ur. 2 czerwca 1917 w Dublanach koło Lwowa, zm. 16 grudnia 2000 w Warszawie) – polski malarz, marynista, grafik.

## Życiorys
Przed wybuchem II wojny światowej mieszkał w Bydgoszczy, tam również chodził do szkoły. W rodzinie nie było tradycji morskich, bardzo często bywał jednak na Wybrzeżu. Marzył o zostaniu marynarzem, ale z powodu poważnej wady wzroku postanowił morze malować (na morzu był w ogóle tylko kilkakrotnie jako pasażer w rejsach morsko-oceanicznych na statkach PLO).
Powołany do Wojska Polskiego, odbywał służbę w stopniu chorążego w pułku artylerii konnej (mógł to być 11 Dywizjon Artylerii Konnej). Podczas kampanii wrześniowej, w trakcie przedzierania się do Warszawy został wzięty do niemieckiej niewoli.
Po zakończeniu wojny w 1945 roku wraz z żoną i synem zamieszkał najpierw w Łodzi. Tam powstały jego pierwsze prace, jeszcze nie marynistyczne. Po kilku latach przeniósł się do Warszawy.

## Twórczość
Zaczął publikować w latach pięćdziesiątych XX wieku. Rozpoczął też wtedy pracę w redakcji graficznej wydawnictwa Wiedza Powszechna (Warszawa), a tam z czasem został stałym współpracownikiem (ilustratorem) popularnego w okresie PRL miesięcznika marynistycznego „Morze”.
Uprawiał styl morskiego malarstwa realistycznego. Jego prace nie były nigdy wystawiane w galeriach lub muzeach, prawdopodobnie dlatego, że zaliczały się do tzw. grafiki użytkowej. Centralne Muzeum Morskie w Gdańsku zakupiło w 1997 roku aż 21obrazów Adama Werki, które są zaprezentowane w „Katalogu Zbiorów Malarstwa i Rysunku Centralnego Muzeum Morskiego" wydanym w 2010 roku.  Wykonał setki ilustracji do czasopism i książek o tematyce marynistycznej (m.in. „Morze”, „Miniatury Morskie”, „Mały Modelarz”) z wizerunkami polskich statków handlowych, pasażerskich, okrętów, sławnych żaglowców oraz jachtów. Zilustrował nimi kalendarze „Morza” (1983, 1986, 1987, 1988, 1989, 1990) oraz monograficzną publikację Jana Piwowońskiego „Flota spod biało-czerwonej” (Warszawa, 1989), poświęconą dziejom polskiej marynarki wojennej PMW i floty handlowej PMH do końca lat 80. XX wieku. Publikacja ta stanowiła zarazem podsumowanie jego wieloletniej twórczości, ponieważ po przemianach polityczno-gospodarczych w Polsce po 1989 roku miesięcznik „Morze”, główne miejsce jego pracy i publikacji, został zlikwidowany niedługo przed jego śmiercią.
W twórczości wykształcił charakterystyczny dla siebie styl malowania statków i okrętów, rozpoznawalny dla czytelników czasopism i publikacji marynistycznych, który usiłują kontynuować współcześni malarze i graficy maryniści.
Według wspomnienia syna Tomasza (2003 rok): Ojciec nigdy nie dysponował pracownią, a więc dużym lokalem przeznaczonym jedynie do prac graficzno-malarskich. Wszystko powstawało w domu przy ul. Franciszkańskiej 10 na Nowym Mieście w Warszawie, na standardowym biurku, w koszmarnie zagraconym pokoju (18 m. kw.), pełnym książek, farb i papierzysk. W tym samym pokoju była sypialnia moich rodziców. A więc praca mojego ojca do późnej nocy, na pewno była trudna do zniesienia dla mojej mamy, ale znosiła to bez utyskiwania.
W dniach 25 czerwca 2016 – 28 listopada 2017 roku, w Muzeum Marynarki Wojennej w Gdyni odbyła się wystawa monograficzna rysunków artysty poświęconych okrętom Polskiej Marynarki Wojennej. Ekspozycji towarzyszył katalog, w którego pierwszej części zawarto obszerny życiorys twórcy. 

### Wybrane okręty i statki namalowane przez A. Werkę
Okręty
- ORP Warszawa, ORP Garland, ORP Błyskawica, ORP Burza, ORP Grom, ORP Dragon, ORP Conrad, ORP Orzeł, ORP Batory

Statki pasażerskie i handlowe
- MS Batory, TSS Stefan Batory, MS Chrobry, MSY Gazolina, MS Gorlice, SS Jagiełło, MS Piłsudski, SS Polonia, SS Puck, SS Pułaski, MS Sobieski, SS Szczecin

Żaglowce i jachty
- s/y Opty, s/y Zawisza Czarny, STS Dar Młodzieży, SV Dar Pomorza, ORP Iskra